# آمینات آدنی
آمینات آدنی (به انگلیسی: Aminat Adeniyi؛ زادهٔ ۲۱ آوریل ۱۹۹۳) یک کشتی‌گیر آزادکار کشور نیجریه است. وی سابقه حضور در المپیک ۲۰۲۰ توکیو را دارد.